# Guldsmeden
Guldsmeden is een Zweeds eiland behorend tot de Pite-archipel. Het eiland ligt tussen het zuiden van zowel Långörarna als Sandön. Het heeft geen oeververbinding en er staan enkele zomerhuisjes op.